# ميشيل المصري
ميشيل المصرى (ولد سنة 1933 بالقاهرة وتوفى 30 يونيو 2018) هو موسيقار وعازف كمان ومؤلف موسيقى تصويرية وموزع مصرى معاصر
كان والده تاجرا يهوى الاستماع إلى الموسيقى والغناء ومع ذلك عارض بشدة دخول ابنه عالم الفنو ورغم ذلك كان ميشيل محبا للرسم والموسيقى لدرجة أن مواهبه لقيت تشجيعا كبيرا من أساتذته وبنهاية دراسته الثانوية سنة 1948 التحق سرا بمعهد ليوناردو دافنشى للفنون الجميلة بالقاهرة ثم بمعهد فؤاد الأول للموسيقى العربية سنة 1949 وبرغم انه كان عازفا على ألة الكمان إلا إن مدير المعهد وجهه لدراسة ألة الكورنيت النحاسية، كون ميشيل فرقة موسيقية من خمسة وعشرين عازفا كان لها نشاطها في الحياة الموسيقية المصرية.
عزف مع أم كلثوم في حفلاتها الأخيرة في أغنيات (اغدا القاك، من اجل عينيك، يا مسهرني، ليلة حب) وظل عازفا مميزا مع الفرقة الماسية، يعزف ويقوم بتوزيع موسيقى لعشرات الألحان التي تقدمها، وعزف مع فرقة الرحابنة بمصاحبة (فيروز) فكان عازف الفرقة الأول. كمان وزع ثلاثية (محمد عبد الوهاب) .. (بعمرى كله حبيتك، وأنده عليك، وفي يوم وليلة) التي تغنت بهم (ورد) و(قارئة الفنجان).
اتجه ميشيل المصرى إلى التوزيع الموسيقى لأعمال كبار الملحنين المصريين والعرب، وبعد ذلك اتجه إلى التأليف الموسيقى في العديد من المجالات فكتب الموسيقى لخمسة عشر فيلما روائيا مصريا كما كتب الموسيقى لسبعة وعشرين مسلسلا تليفزيونيا، ويمتاز أسلوب ميشيل المصرى الموسيقى بجمله البسيطة فيما يعرف في عالم الفن بالسهل الممتنع.
هو صاحب أكثر من مائة عمل فني بين موسيقي تصويرية وتترات مسلسلات وأغاني وأفلام وأبريتات غنائية ومؤلفات موسيقية.

## أشهر أعماله
- 1985: السوس.
- 1987: ليالى الحلمية.
- 2001: عائلة الحاج متولي.
- 2008: الفنار.
- حكايه اتنين
- 131 أشغال
- دموع الفرح
- الطوفان
- الشك
- مشوار
- احذروا هذه المرأة
- من الذي لا يحب فاطمة (1993)
- لا إله إلا الله 1987 - مسلسل
- بلديات